# Marston Bigot
Marston Bigot är en by i civil parish Trudoxhill, i enhetskommunen Somerset, i grevskapet Somerset, i England. Byn är belägen 4 km från Frome. Marston Bigot var en civil parish fram till 1933 när blev den en del av Nunney. Civil parish hade 117 invånare år 1931. Byn nämndes i Domedagsboken (Domesday Book) år 1086, och kallades då Mersitone/Mersitona.